# Bataljon Telemark
Bataljon Telemark (izvirno norveško Telemark Bataljon; kratica: TMBN) je mehanizirano-pehotni bataljon Norveške kopenske vojske, ki je bil ustanovljen leta 1993 in je trenutno garniziran v Reni (Hedmark); trenutno deluje v sestavi Brigade Nord.
Velja za primarno norveško enoto za sodelovanje v mednarodnih operacijah in misijah.

## Zgodovina
Bataljon je bil ustanovljen leta 1993 kot motorizirano-pehotna enota, pri čemer je bil zadolžen nalogo sile za takojšen odziv (Immediate Response Force, IRF) v sklopu Norveške kopenske vojske. Prvotno je bil bataljon garniziran v Heistadmoenu na jugu Norveške in primarno sestavljen iz nabornikov. 
V okviru evropske intervencije je bil bataljon poslan v Bosno, kjer je bil aktiven med letoma 1997 in 1999. Nato je bataljon med letoma 1999 in 2002 deloval na Kosovu. Do leta 2002 je enota izgubila vse nabornike in pričela z reorganizacijskim postopkom v popolno profesionalno enoto. Še istega leta je bil bataljon preoblikovan v mehanizirano pehoto in dobil novo zastavo; 1. julija 2003 je bil bataljon razglašen za operativno sposobnega. 
Med afganistansko vojno je bataljon izgubil dva vojaka: enega v letu 2004 in enega v letu 2010. V tem času je bataljon postal znan po označevanju hiš (domnevnih) talibanskih podpornikov s mrtvaško glavo (iz filma The Punisher), kar pa je vodstvo kopenske vojske prepovedalo v septembru 2010. Prav tako pa so v bataljonu pričeli vse bolj uvajati vikinško mitologijo: tako so poimenovali vozila po mitoloških osebah in pričeli so uporabljati bojni krik Til Valhall (slovensko: Do Valhale).

## Organizacija
Trenutna
- 1. tankovski eskadron: opremljen s tanki Leopard 2;
- 2. konjeniški eskadron: opremljen s PBV CV9030;
- 3. mehanizirana pehotna četa: opremljena s PBV CV9030;
- 4. mehanizirana pehotna četa: opremljena s PBV CV9030;
- 5. štabni in podporni eskadron:

- minometni vod
- medicinski vod
- komunikacijski vod
- vzdrževalni vod